# Веламасан
Веламасан (ісп. Velamazán) — муніципалітет в Іспанії, у складі автономної спільноти Кастилія-і-Леон, у провінції Сорія. Населення — 108 осіб (2010).
Муніципалітет розташований на відстані близько 140 км на північний схід від Мадрида, 39 км на південний захід від Сорії.
На території муніципалітету розташовані такі населені пункти: (дані про населення за 2010 рік)
- Фуенте-Товар: 15 осіб
- Ребольйо-де-Дуеро: 32 особи
- Веламасан: 61 особа

## Демографія
Динаміка населення (INE ):